# Pacet (Pacet)
Pacet is een bestuurslaag in het regentschap Mojokerto van de provincie Oost-Java, Indonesië. Pacet telt 6173 inwoners (volkstelling 2010).